# ESP32

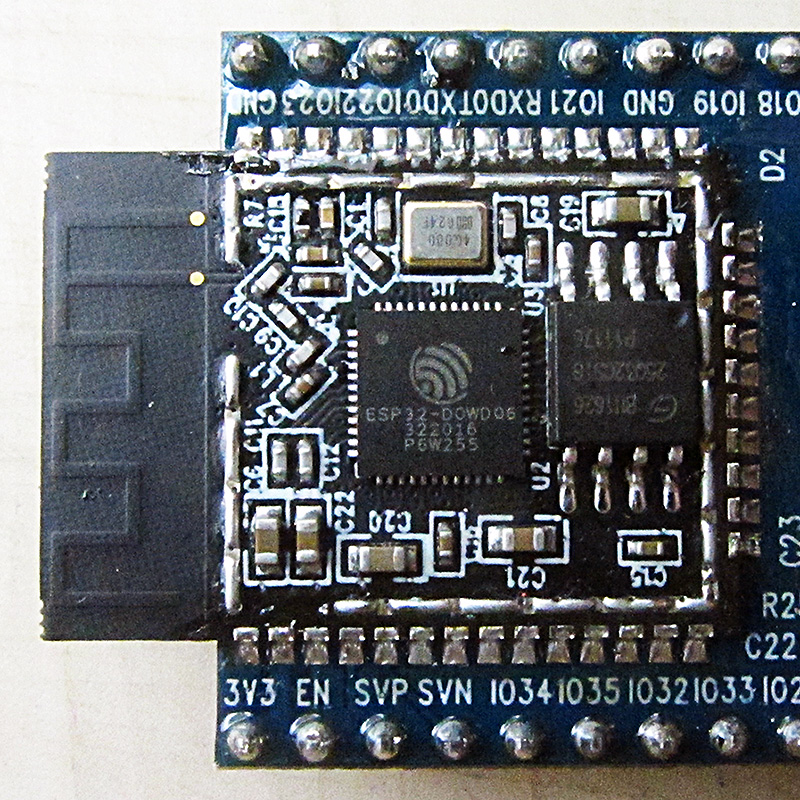
ESP32-Prozessor (Bildmitte) auf einer Leiterplatte bestückt. Links die gedruckte WLAN-Antenne

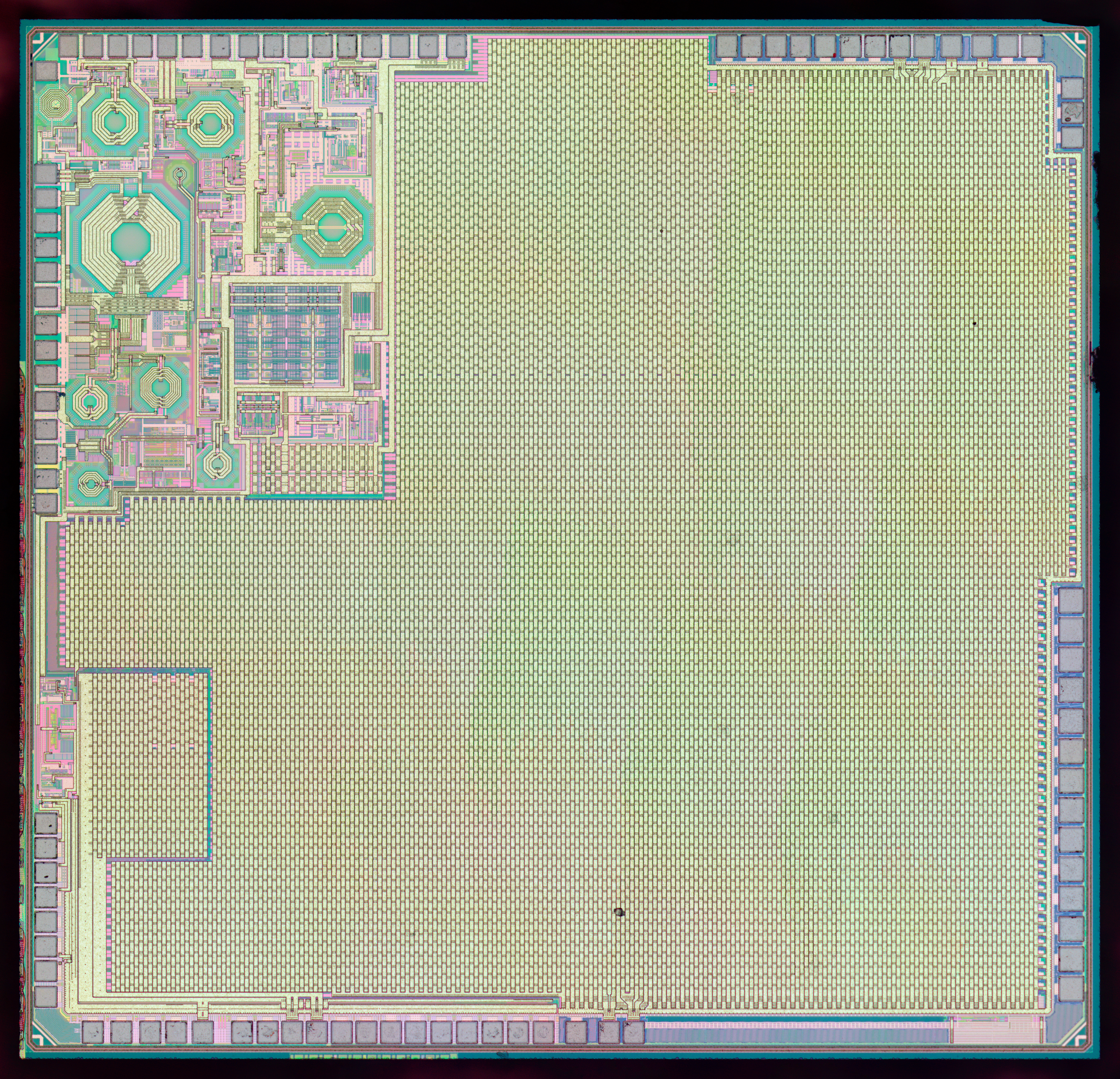
Bild des ESP32-Die

Der ESP32 ist eine kostengünstige und mit geringem Leistungsbedarf ausgeführte 32-Bit-Mikrocontrollerfamilie der chinesischen Firma Espressif, die im Jahr 2016 vorgestellt wurde. Die Mikrocontroller ermöglichen durch ihre offene Bauweise den Aufbau und die Vernetzung von netzwerkbasierten Aktuatoren und Sensoren. Als freies Entwicklungswerkzeug steht unter anderem die GNU Compiler Collection inkl. Toolchain zur Verfügung.
Die Prozessoren bestehen intern, je nach Typ, aus einem oder zwei Prozessorkernen vom Typ Xtensa LX6 von Cadence (ehemals Tensilica), seit 2021 in der ESP32-C3-Serie auch mit RISC-V-Kern und arbeiten mit einem Systemtakt von 160 bis 240 MHz. Der interne RAM weist eine Größe von 160 KiB statisch zugewiesenem (statically allocated) und 160 KiB dynamisch zugewiesenem (dynamically allocated) DRAM auf, kombiniert mit einem internen Festwertspeicher (ROM), der einen unveränderlichen Bootloader enthält. Wie sein Vorgänger ESP8266 besitzen die meisten Modelle aus der Familie ESP32 keinen internen Flash-Speicher für die anwendungsspezifische Firmware. Diese wird in einem externen, seriellen Flash-Speicher abgelegt, der über dezidierte Pins an den Prozessor angeschlossen wird.
Die ESP32-Familie weist diverse Peripherieschnittstellen auf, unter anderem stehen mehrere UARTs, SPI-, CAN- und I²C-Schnittstellen, ein integriertes Wireless Local Area Network (WLAN nach IEEE 802.11 b/g/n), das auch Bluetooth unterstützt, und eine Ethernet-Schnittstelle über das Media Independent Interface (MII) zur Verfügung. Als analoge Schnittstellen sind Analog-Digital-Umsetzer und Digital-Analog-Umsetzer für die Verarbeitung analoger Signale und eingebaute Sensoren, wie ein integrierter Hall-Sensor zur Messung der magnetischen Flussdichte, vorgesehen. Intern besitzt der ESP32 eine kryptografische Einheit zur Hardwareunterstützung von Verschlüsselungsverfahren, beispielsweise dem Advanced Encryption Standard (AES), deren Einsatz aber in bestimmten Fällen wie dem RSA-Kryptosystem und damit dem wichtigen HTTPS-Protokoll eine Verlangsamung statt einer Beschleunigung bewirkt. Weiterhin enthält der ESP32 einen Koprozessor mit niedrigem Stromverbrauch, der neben einer Echtzeituhr auch die Abfrage von Sensordaten im Bereitschaftsbetrieb erlaubt.
Die Prozessoren sind in dem Chipgehäuse Quad Flat No Leads Package (QFN) mit 48 Pins untergebracht (Größe: 6 × 6 mm²) und werden im Handel meistens auf kleinen Modulen unter Bezeichnungen wie ESP-WROOM vertrieben. Diese halbfertigen Leiterplattenmodule umfassen neben dem Prozessor und einem seriellen Flash-Speicher für die Firmware auch die WLAN-Antenne sowie eine Stromversorgung und erlauben so einfache Anwendungen, beispielsweise im Rahmen der Hobbyelektronik. Für die Softwareentwicklung steht ein Software Development Kit (SDK) der Herstellerfirma unter MIT-Lizenz zur Verfügung, weiterhin verschiedene Entwicklungsplattformen wie Arduino, MicroPython, NodeMCU, Lua RTOS oder ESPHome.

## Integrierter Speicher
Der ESP32 umfasst folgenden integrierten Speicher:
| Speicher | Größe   |
| -------- | ------- |
| SRAM     | 520 KiB |
| Boot-ROM | 448 KiB |
| NVRAM    | 16 KiB  |